# 夜明けのブルース
「夜明けのブルース」（よあけのブルース）は、2012年4月25日に発売された五木ひろしのシングル。同年9月5日には、カップリングを変更したシングルもリリースされた。

## 解説
- 愛媛県松山市の繁華街・二番町を舞台とした恋愛をテーマにした曲[1][2]。2018年1月13日には、同市二番町2丁目の第1ミツワビル前に、歌詞・顔写真・サイン入りの歌碑（高さ約2m、幅約3m）が建立された。歌碑手前のボタンを押すとメロディーが鳴る（6時～24時）仕組みとなっている。

- キャンペーンのため、2012年4月28日に五木は松山市内を41年ぶりに練り歩いた[3]。

- NHKの「ラジオ深夜便」の深夜便のうたに使用された[4]。

- 2012年5月7日付のオリコン演歌・歌謡シングルチャートで1位を獲得した。

- 2012年12月31日の「第63回NHK紅白歌合戦」では、手拍子をするAKB48をバックに披露された[5]。

## 収録曲
2012年4月25日発売盤
1. 夜明けのブルース（3分49秒）
作詞・作曲：レーモンド松屋／編曲：レーモンド松屋・伊平友樹
2. 芙美子（4分40秒）
作詞・作曲：レーモンド松屋／編曲：伊平友樹
3. 夜明けのブルース（オリジナルカラオケ）
4. 芙美子（オリジナルカラオケ）
5. 夜明けのブルース（女声用カラオケ）

2012年9月5日発売盤
1. 夜明けのブルース（3分49秒）
作詞・作曲：レーモンド松屋／編曲：レーモンド松屋・伊平友樹
2. 山河（2012バージョン）（6分28秒）
作詞：小椋佳／作曲：堀内孝雄／編曲：川村栄二
3. 夜明けのブルース（オリジナルカラオケ）
4. 山河（2012バージョン）（オリジナルカラオケ）
5. 夜明けのブルース（女声用カラオケ）